# Schrumpfniere

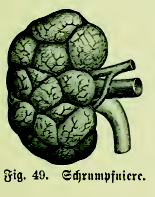
Schrumpfniere

Die Schrumpfniere oder Nephrozirrhose (Nierencirrhose) ist der Endzustand vieler Nierenparenchymerkrankungen. Die Umwandlung von Nephronen in Binde- bzw. Narbengewebe ist in der Regel mit dem fast vollständigen Funktionsverlust des Organs verbunden. Geschieht dies einseitig, kann die andere Niere durch Hypertrophie die Funktion des ausgefallenen Organs mitübernehmen. Bei beidseitiger Schrumpfniere besteht eine Niereninsuffizienz.

## Ursachen
- Gefäßerkrankungen (Arteriosklerose) führen zur primären Schrumpfniere.
- Entzündungen (Glomerulonephritis, Pyelonephritis u. a. chronische Nephritiden) führen zur sekundären Schrumpfniere.
- Chronische Bleivergiftungen können zur sogenannten akuten bleitoxischen tubulären Schrumpfniere (Bleischrumpfniere, Bleiniere, Nephritis saturnina) führen.[4]
- Sonstige Ursachen (arterielle Hypertonie, Ureterstenose etc.)

## Pathologie
Makroskopisch ist das Organ deutlich verkleinert (Organgewicht <80 g, normal >150 g) und hat eine unregelmäßige Oberfläche durch Glomerulosklerose. Histologisch findet man in der Regel eine Verödung der Glomerula, interstitielle Fibrosen, Tubulus-Atrophien, Zysten und unregelmäßige entzündliche Infiltrate. Außerdem finden sich häufig gutartige Nierentumore.

## Differentialdiagnose
Hypoplasien der Nieren können auch andere Ursachen haben. Man spricht dann von sogenannten Zwergnieren. Meistens werden sie nach Säuglingsnephritiden beobachtet. In seltenen Fällen findet man dagegen hypogenetische Herde.

## Diagnostik
- Nierenfunktion:
 Abschätzen der filtrativen Nierenfunktion durch die labormedizinische Bestimmung von Harnvolumen, Harnzusammensetzung (Zellen, Proteine wie z. B. Albumin), Harnstoff, Cystatin C, Kreatinin, Kreatinin-Clearance u. a.
- Nierenbiopsie:
 Kann die Ursache der Schrumpfnierenbildung klären und durch eine dann einsetzende spezifische Therapie die Nierenrestfunktion erhalten. Bei kompletter Schrumpfniere ist eine Biopsie jedoch nicht immer sinnvoll, da die Grunderkrankung oft nicht mehr zu erkennen ist.

## Komplikationen
- chronische Niereninsuffizienz:
 Überschreitet der Funktionsverlust der Nieren eine gewisse Schwelle, so reichern sich harnpflichtige Substanzen im Blut an (Urämie). Therapeutisch ist dann (als ein Nierenersatzverfahren)  die Hämodialyse bzw. eine Nierentransplantation notwendig.
- renale Hypertonie (Bluthochdruck):
 Erhöhung des Blutdrucks über das so genannte Renin-Angiotensin-System (kann die operative Entfernung der Schrumpfnieren notwendig machen).

## Ältere Literatur
- Joachim Frey: Hämorrhagische Nephritiden. In: Ludwig Heilmeyer (Hrsg.): Lehrbuch der inneren Medizin. Springer-Verlag, Berlin / Göttingen / Heidelberg 1955; 2. Auflage ebenda 1961, S. 926–951, hier: S. 945–951 (Nephrocirrhosen).
- Herbert Schwiegk (Hrsg.): Handbuch der inneren Medizin, Nierenkrankheiten, Springer-Verlag, Berlin / Heidelberg / New York 1968, 5. Auflage, 8. Band, 3 Teile, 3228 Seiten, ISBN 3-540-04152-4.